# Cladonia cucullata
Cladonia cucullata är en lavart som beskrevs av S. Hammer. Cladonia cucullata ingår i släktet Cladonia och familjen Cladoniaceae.   Inga underarter finns listade i Catalogue of Life.